# Thomas R. Elßner
Thomas R. Elßner (* 18. August 1961 in Görlitz) ist ein deutscher katholischer Theologe.

## Leben
Er studierte von 1987 bis 1992 Philosophie und Theologie in Erfurt und an der PTH Sankt Georgen. Als Promotionsstipendiat des Cusanuswerks (1993–1996) schrieb er an seiner Dissertation, mit der er 1997 promoviert wurde. Von 2000 bis 2005 war er wissenschaftlicher Mitarbeiter am Institut für Theologie und Frieden. An der Helmut-Schmidt-Universität hatte er von 2002 bis 2005 einen Lehrauftrag bei Thomas Hoppe. Seit 2005 ist er Militärseelsorger und Dozent am Zentrum Innere Führung in Koblenz. Nach der Habilitation 2007/2008 an der Universität Erfurt ist er seit April 2009 Professor für Theologie und Exegese des Alten Testaments an der Vinzenz Pallotti University (vorher: Philosophisch-Theologische Hochschule) in Vallendar.
Seine Hauptforschungsgebiete sind Rechtfertigung von Gewalt in biblischen Schriften und deuterokanonische Schriften.

## Schriften
- Das Namensmißbrauch-Verbot (Ex 20,7/Dtn 5,11): Bedeutung, Entstehung und frühe Wirkungsgeschichte (= Erfurter theologische Studien. Band 75). Benno-Verl., Leipzig 1999, ISBN 3-7462-1280-4 (zugleich Dissertation, Erfurt 1997).
- mit Theresia Heither: Die Homilien des Origenes zum Buch Josua. Die Kriege Josuas als Heilswirken Jesu (= Beiträge zur Friedensethik. Band 38). Kohlhammer, Stuttgart 2006, ISBN 3-17-019323-6.
- mit Theresia Heither: Kindersoldaten (= Arbeitspapier. Band 2007,1). Zentrum Innere Führung, Koblenz u. a. 2007, OCLC 188288233.
- mit Hanna-Lena Krauß: Deutsche Staatsbürger muslimischen Glaubens in der Bundeswehr (= Arbeitspapier. Band 2007,2). Zentrum Innere Führung, Koblenz u. a. 2007, OCLC 188288251.
  - mit Hanna-Lena Neußer: Deutsche Staatsbürger muslimischen Glaubens in der Bundeswehr (= Arbeitspapier. Band 2011,1). 2. und erweiterte Auflage, Zentrum Innere Führung, Koblenz u. a. 2011, OCLC 730049434.
- Josua und seine Kriege in jüdischer und christlicher Rezeptionsgeschichte (= Theologie und Frieden. Band 37). Kohlhammer, Stuttgart 2008, ISBN 978-3-17-020520-8 (zugleich Habilitationsschrift, Erfurt 2008).
- Deutsche Staatsbürger jüdischen Glaubens in der Bundeswehr. Zentrum Innere Führung, Koblenz u. a. 2009.
  - Deutsche Staatsbürger jüdischen Glaubens in der Bundeswehr (= Arbeitspapier. Band 2010,2). 2. und erweiterte Auflage, Zentrum Innere Führung, Koblenz u. a. 2010, Online JPR, Jewish Policy Research.
- als Herausgeber mit Friedrich V. Reiterer und Renate Egger-Wenzel: Gesellschaft und Religion in der spätbiblischen und deuterokanonischen Literatur (= Deuterocanonical and cognate literature studies. Band 20). De Gruyter, Berlin u. a. 2014, ISBN 3-11-031605-6.
- als Herausgeber mit Reinhold Janke: Didactics of Military Ethics. From Theory to Practice (= International studies on military ethics. Band 2). Brill, Leiden u. a. 2016, ISBN 978-90-04-31212-8.